# MSV Borussia Carlowitz
Der Militärsportverein Borussia Carlowitz war ein deutscher Sportverein aus dem Breslauer Stadtteil Carlowitz. Die Feldhandball-Abteilung qualifizierte sich mehrmals für die Deutschen Feldhandballmeisterschaften.

## Geschichte
Die Feldhandball-Abteilung nahm bis 1933 an der vom Südostdeutschen Leichtathletik-Verband ausgetragenen Südostdeutschen Feldhandball-Meisterschaft teil, dessen Sieger sich für die von der Deutsche Sportbehörde für Leichtathletik organisierte Deutsche Feldhandballmeisterschaft qualifizierte. 1929 gewann Carlowitz erstmals die südostdeutsche Meisterschaft und qualifizierte sich somit für die Deutsche Feldhandball-Meisterschaft 1928/29. Nach einem Sieg über den SC 1904 Freital scheiterte der Verein in der Zwischenrunde am Seriensieger Polizei SV Berlin mit 5:12. Auch 1929/30 qualifizierte sich Borussia Carlowitz als südostdeutscher Feldhandballmeister für die Deutsche Meisterschaft jedoch war erneut in der Zwischenrunde schluss. Wieder verlor der Verein gegen den Polizei SV Berlin, dieses Mal knapp mit 6:7. 1931 wurde Carlowitz letztmals südostdeutscher Feldhandball-Meister. Bei der anschließenden Deutschen Meisterschaft scheiterte man jedoch bereits in der Vorrunde am Polizei SV Gotha. 1932 und 1933 erreichte Carlowitz jeweils das Finale der südostdeutschen Feldhandball-Meisterschaft, scheiterte dort jedoch am Polizei SV Cottbus, bzw. Post SV Oppeln.
Nach der Gleichschaltung 1933 wurden die bisherigen Sportverbände aufgelöst, die Feldhandballmeisterschaften wurden zukünftig vom Nationalsozialistischen Reichsbund für Leibesübungen organisiert. Ähnlich wie im Fußball gab es ab 1933 16 regionale Gauligen als oberste Spielklassen, die Gaumeister qualifizierten sich für die Endrunde um die Deutsche Feldhandballmeisterschaft. Der MSV Borussia Carlowitz nahm ab 1933 an der Handball-Gauliga Schlesien teil. Diese konnte 1933/34 gewonnen werden, so dass sich der Verein für die Deutsche Feldhandball-Meisterschaft 1933/34 qualifizierte, bei der Carlowitz nach einer 5:9-Niederlage gegen den SV Limmer 1910 bereits in der Vorrunde ausschied. Auch 1936/37, 1937/38 und 1938/39, ab dieser Saison unter dem Namen MSV Infanterie-Regiment 49 Borussia Carlowitz spielend, erreichte Carlowitz als schlesischer Gaumeister die Deutsche Feldhandball-Meisterschaft, schied aber jeweils in der Gruppenphase aus. Mit Kriegsbeginn 1939 zogen sich die Polizei- und Militärsportvereine vom Spielbetrieb zurück, eine Rückkehr in die Gauliga ist nicht überliefert. Spätestens mit der Kapitulation Deutschlands 1945 und dem daraus folgenden Verlust der Stadt Breslau erlosch der Verein.
Die Fußballabteilung spielte im Ligensystem des südostdeutschen Fußball-Verbandes, kam jedoch nie über Kreisebene hinaus.

## Bekannte Spieler
- Günter Ortmann

## Erfolge
- Qualifikation für die Deutsche Feldhandballmeisterschaft: 1929, 1930, 1931, 1934, 1937, 1938, 1939
- Südostdeutscher Feldhandball-Meister: 1929, 1930, 1931
- Feldhandball-Gaumeister Schlesien: 1934, 1937, 1938, 1939